# Yves Navarre
Yves Navarre (n. 24 septembrie 1940, Condom, Midi-Pyrénées, Franța – d. 24 ianuarie 1994, Paris, Franța) a fost un scriitor francez.
Homosexual fiind, cea mai mare parte a operei sale a abordat teme legate de homosexualitate și probleme asociate, precum SIDA. În lucrările sale romantice, Navarre s-a remarcat prin accentul pus pe senzualitate⁠(d) și „calitățile mistice ale iubirii” mai degrabă decât pe sexualitate sau senzaționalism⁠(d). A primit Premiul Goncourt în 1980 pentru romanul său Le Jardin d'acclimatation.

## Biografie
Născut în Condom, a studiat literatura spaniolă, engleză și franceză la Universitatea din Lille, obținând diplome în 1961 și 1964. În anul următor, a studiat la École des Hautes Études Commerciales du Nord. Ulterior, a lucrat ca redactor creativ într-o agenție de publicitate.
A început să trimită manuscrise editorilor în 1958, dar primul său roman, Lady Black, a fost publicat abia în 1971. Au urmat Les Loukoums (1973), care prezintă povestea unei maladii ce afectează un grup de newyorkezi, și o serie de romane, adesea despre relații amoroase între bărbați, precum Le Petit Galopin de nos corps (1977) și Portrait de Julien devant la fenêtre (1979). De asemenea, a scris piese de teatru, cum ar fi Il pleut: si on tuait papa-maman, La Guerre des piscines și Les Dernières clientes.
Pentru Le Jardin d'acclimatation, povestea unui tânăr din înalta societate închis și supus unei operații de lobotomie din cauza homosexualității sale, Navarre a primit Premiul Goncourt în 1980. În timpul alegerilor din 1981 și 1988, a fost principalul susținător al lui François Mitterrand în comunitatea gay, deși, nefiind politician, s-a simțit neînțeles și ineficient în acest rol.
În 1984, Navarre a suferit un accident vascular cerebral și nu a mai publicat nicio lucrare până în 1986.
Între 1990 și 1993 a locuit în Montreal, Quebec. Romanul său din 1992, Ce sont amis que vent emporte, spune povestea unui sculptor, Roch, și a relației sale cu un dansator, David, ambii luptând împotriva SIDA. După revenirea în Franța, s-a sinucis cu barbiturice pe 24 ianuarie 1994.